# Naka Drotské
Allen Erasmus Drotské (Senekal, 15 de marzo de 1971) es un exjugador sudafricano de rugby que se desempeñaba como hooker. Representó a los Springboks de 1993 a 1999 y se consagró campeón del Mundo en Sudáfrica 1995.

## Biografía
En diciembre de 2018 Drotské, que se encontraba con sus sobrinos y Os du Randt, llegó en su camioneta a la casa de su hermano y cuatro ladrones intentaron asaltarlo. Drotské logró evitar el robo, sufrió disparos y estuvo grave pero logró recuperarse.

## Selección nacional
Ian McIntosh lo convocó a los Springboks por primera vez para enfrentar a los Pumas en noviembre de 1993 y disputó su puesto con Chris Rossouw.
Harry Viljoen y Rudolf Straeuli no lo tuvieron en cuenta; su último test fue en noviembre de 1999 ante los All Blacks. En total jugó 26 partidos y marcó tres tries.

### Participaciones en Copas del Mundo
Kitch Christie no lo llevó a Sudáfrica 1995 porque prefirió a Rossouw y James Dalton, pero en el partido ante Canadá se produjo una pelea que derivó en la expulsión de Dalton y entonces Drotské fue llamado. Nick Mallett lo nombró titular indiscutido para Gales 1999 y jugó todos los partidos.
| Mundial                       | Sede      | Resultado     | PJ | Tries |
| ----------------------------- | --------- | ------------- | -- | ----- |
| Copa Mundial de Rugby de 1995 | Sudáfrica | Campeón       | 1  | 0     |
| Copa Mundial de Rugby de 1999 | Gales     | Tercer puesto | 6  | 0     |

## Palmarés
- Campeón de la Anglo-Welsh Cup de 2001–02.